# Almacenamiento en nube

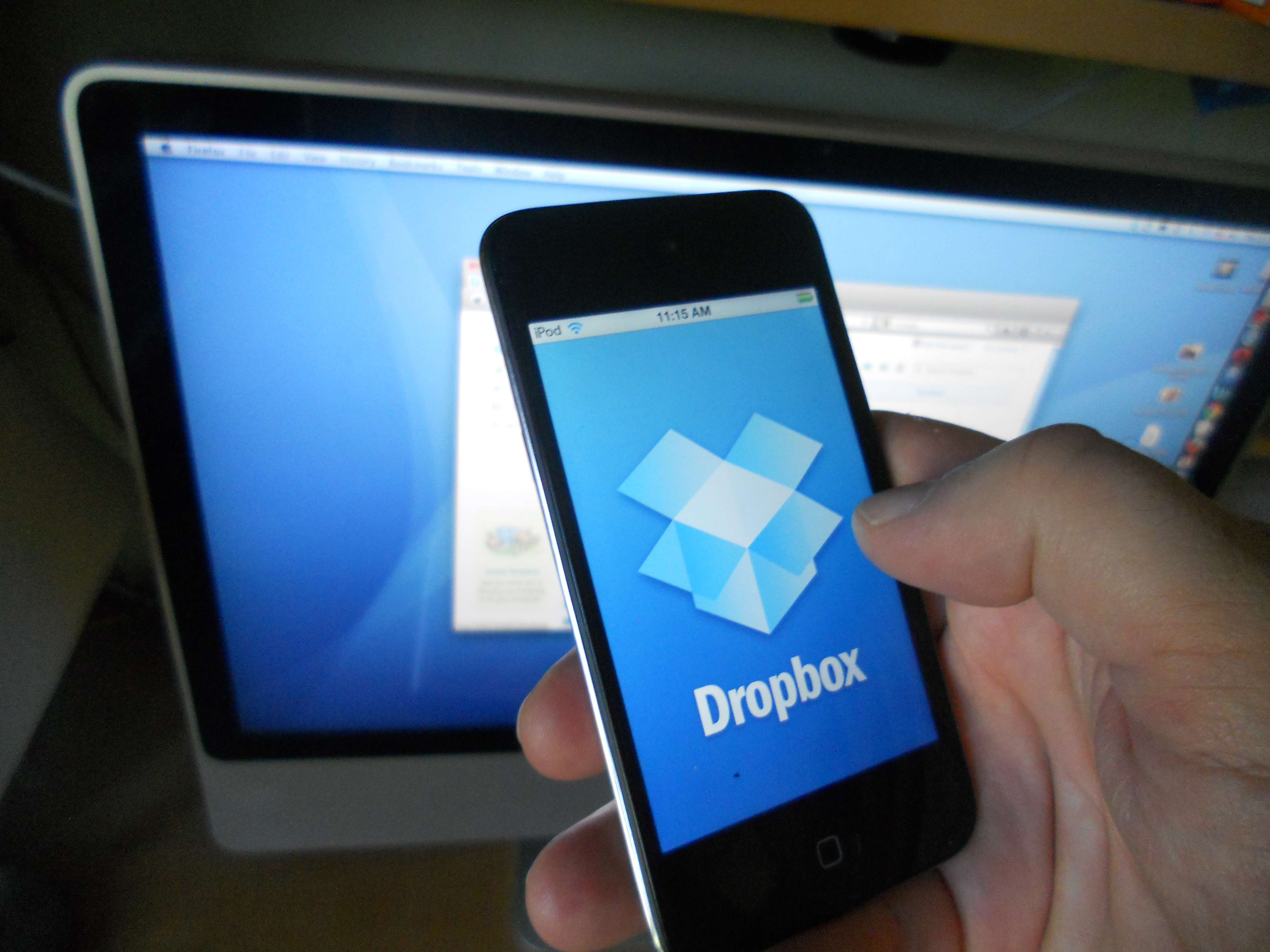
Dropbox es uno de los servicios de almacenamiento en la nube más populares.

El almacenamiento en la nube (del inglés: cloud storage) es un modelo de almacenamiento de datos que está basado en redes de computadoras. En cuanto a los datos, estos se alojan en uno o más servidores de forma virtual que, por lo general, son proporcionados por terceros. Esta forma de almacenamiento fue ideada en los años 1960.
Las compañías de alojamiento operan enormes centros de procesamiento de datos. Los usuarios que requieren estos servicios compran, alquilan o contratan la capacidad de almacenamiento necesario. Los operadores de los centros de procesamiento de datos, a nivel servicio, virtualizan los recursos según los requerimientos del cliente. Solo exhiben los entornos con los recursos requeridos. Los clientes administran el almacenamiento y el funcionamiento de los archivos, datos o aplicaciones. Los recursos pueden estar repartidos en múltiples servidores físicos.
A los servicios de almacenamiento en  nube, se puede acceder por diferentes medios, como un servicio web (web service), interfaz de programación de aplicaciones (API), interfaz de usuario (interfaz web).

## Historia del almacenamiento en la nube
El almacenamiento en la nube posee las mismas características que la computación en nube con respecto a agilidad, escalabilidad, "elasticidad" y multiposesión. Se considera que el concepto se forjó en la década de los años 1960 por Joseph Carl Robnett Licklider. Desde esos años, la computación en nube se fue desarrollando en varias áreas. Las implementaciones recientes se deben a la Web 2.0. Esto se debió a que las grandes velocidades de ancho de banda y los bajos costes de almacenamiento y procesamiento no se extendieron hasta finales de los años 1990, lo cual retrasó la implementación y el desarrollo masivo de las soluciones basadas en computación en nube. Solo algunas entidades tenían la infraestructura para desarrollar estos conceptos.
En 1999, llegó uno de los logros tempranos de la computación en nube, con "salesforce.com" pionera en la entrega de aplicaciones corporativas por medio de una interfaz web. Esta compañía demostró a los especialistas y compañías de desarrollo de software la ventaja del uso de portales web para entrega de sus productos. FilesAnywhere también colaboró en el esquema de servicios basados en almacenamiento en nube, que permitió a los usuarios compartir sus archivos de forma segura por Internet. Actualmente ambas compañías ofrecen sus servicios.
Existe dificultad para definir con términos claros la arquitectura del almacenamiento en nube, pero es claramente análogo al concepto de almacenamiento de objetos. Servicios de almacenamiento en nube provistos por Amazon S3, productos de almacenamiento en nube de EMC Atmos y proyectos de investigación de almacenamiento como Oceanstore son ejemplos claros y ofrecen pautas acerca del almacenamiento de objetos.
Almacenamiento en nube se define como un entorno de almacenamiento compuesto por muchos recursos distribuidos, pero actúa como uno solo con gran tolerancia a fallos porque implementa redundancia y espejado de datos (distribución de datos), que posibilita la perpetuidad o la recuperación de la información por sus versionalización de copias, que mejora la consistencia eventual de las réplicas de datos (consistencia de datos).
Las necesidades son cada vez mayores, pero la necesidad de avance tecnológico condujo al sistema de nube, denominada cloud computing o computación en la nube, por cuya virtud todos los datos de la empresa se encuentran disponibles en Internet.

## Ejemplos de almacenamiento en la nube

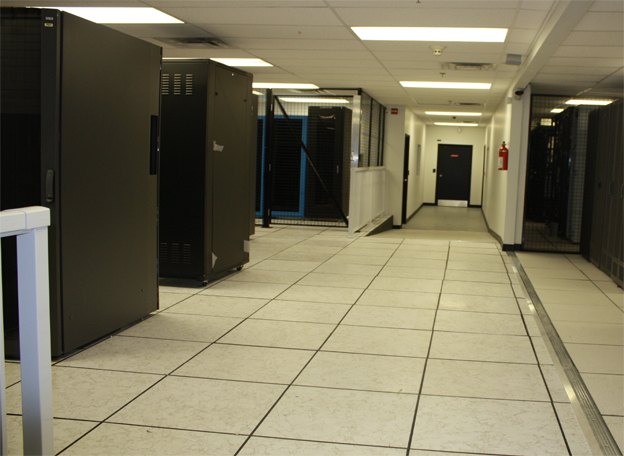
Los servicios de almacenamiento en la nube almacenan los datos de los usuarios en servidores como los de la imagen.

A medida que pasan los años también hay más alternativas gratuitas para almacenar archivos en la nube.

### Box
Box ofrece 10 GB de almacenamiento gratuito online.

### Dropbox
Dropbox es un servicio de alojamiento de archivos multiplataforma en la nube, operado por la compañía Dropbox. Actualmente cuenta con más de 500 millones de usuarios registrados.
El servicio permite a los usuarios almacenar y sincronizar archivos en línea, entre computadoras, compartir archivos y carpetas con otros usuarios en tabletas y móviles.
Existen versiones gratuitas y de pago, cada una de las cuales tiene opciones variadas. Está disponible para Android, Windows Phone, Blackberry e iOS (Apple).

### Google Drive
Google Drive es un servicio de alojamiento de archivos que fue introducido por Google el 24 de abril de 2012.
Es el reemplazo de Google Docs que ha cambiado su dirección URL, entre otras cualidades.
Cada usuario cuenta con 15 gigabytes de espacio gratuito para almacenar sus archivos, ampliables mediante diferentes planes de pago.
Es accesible a través del sitio web desde computadoras y dispone de aplicaciones para Android e iOS que permiten editar documentos y hojas de cálculo.

### iCloud
iCloud es una plataforma de Apple y un sistema de almacenamiento en la nube.
Ofrece servicio para los clientes de Mac e iOS.
Se trata de una plataforma para editar y compartir documentos y permite a los usuarios almacenar datos para luego poder acceder a ellos desde cualquier equipo.
iCloud guarda sus sitios favoritos para que se pueda acceder a ellos desde cualquier lugar con su iPhone, iPad, iPod touch, Mac o Pc e incluso se pueden realizar copias de seguridad de los equipos.
iCloud fue lanzado el 12 de octubre de 2011 y, desde julio de 2012, cuenta con más de 150 millones de usuarios.

### Amazon Web Services
La plataforma de Amazon ofrece diferentes opciones para el almacenamiento en la nube. Propone soluciones diferentes dependiendo de si se desean almacenar por bloques, por archivos o por objetos.  
El almacenamiento por bloques está enfocado a las bases de datos (datos como servicio), en donde se ofrecen soluciones como RDS, un manejo de base de datos relacionales. Acepta las tecnologías estándar (MySql, PostgreSql, SqlServer, entre otras) y ofrece su propia tecnología diseñada especialmente para la nube llamada Aurora.
Por otro lado, el almacenamiento por archivos ofrece la posibilidad de manejar un sistema de archivos en la nube (EFS), en donde se puede almacenar cantidades en el orden de los PetaBytes y posee la suficiente concurrencia como para que miles de instancias EC2 accedan simultáneamente al mismo archivo. Actualmente utiliza NFSv4 para el manejo del sistema de archivos y el precio del servicio depende del tamaño de los datos almacenados y el rendimiento deseado para acceder a dichos datos.
Almacenamiento por objetos (S3), se utiliza para tener un contenedor de archivos los cuales pueden ser recuperados desde cualquier ubicación. Por defecto almacenar los datos en uno de estos contenedores asegura que aunque una zona entera de disponibilidad haya caído por completo los datos aún pueden ser recuperados ya que se almacenan en tres zonas .de disponibilidad conectadas por cables de fibra totalmente independientes. Además, la capacidad de almacenamiento es ilimitada y el precio del servicio depende del tamaño de los datos almacenados y de la cantidad de veces que se accede a ellos. De manera automática Amazon administra tus datos según la cantidad de veces que se acceden a éstos, de manera que los datos a los que se acceden con más frecuencia tienen un bajo costo por acceso mientras que los archivos que menos se acceden tienen un costo de almacenamiento bajo y su precio por acceso es mayor comparado con los datos a los que se accede con más frecuencia.
Todos los datos almacenados dentro de la plataforma de Amazon cuentan con posibilidad de ser cifrados con claves provistas por el usuario, además de contar con un sistema de auditoría (CloudTrail y CloudWatch) integrado en la plataforma, que opcionalmente permite configurar métricas y notificaciones para seguir de cerca el estado de la información.

### Onedrive
Onedrive es un servicio de almacenamiento en la nube de Microsoft.
Con este servicio se pueden almacenar fotografías, vídeos, y todo tipo de archivos y documentos. Ofrece diferentes opciones para poder compartir los contenidos almacenados.
Es compatible con equipos Microsoft Windows, Mac y plataformas iOs, Android o Windows Phone.

### Terabox (Anteriormente Dubox)
TeraBox es un sistema de almacenamiento en la nube.
Existe una versión gratuita en la que registrándose, puedes tener 1Tb de almacenamiento gratuito a cambio de publicidad dentro de su entorno. También incluye otros planes de pago en el posible caso de que el usuario quiera ampliar su capacidad de almacenamiento aparte de la inicial por registrarse.

### Mega
Mega es un sistema de almacenamiento en la nube.
Mega es una plataforma de almacenamiento en la nube que tiene su origen desde la ya desaparecida Megaupload, una empresa que en el 2012 era uno de los Servicios de almacenamiento más importantes. Liderado por Kim Dotcom, Mega surge un año después del famoso video viral del arresto de kim Dotcom en su mansión de Australia por parte del FBI. Kit Dotcom se somete a juicio por los cargos de propiedad intelectual entre otros y se libera un mes después previo pago de una fianza. Uno de los factores que más contribuyeron para su liberación fue la fuerte privacidad con la que contaba Megaupload por la cual no han podido demostrar totalmente todos los cargos que se le imputaban a Kim Dotmcom.
Mega ha heredado esta característica, por lo que todo lo que guarde en esta nube estará encriptado por lo que este servicio destaca por la privacidad y seguridad.
Con previo registro puedes subir archivos ; fotografías, videos, desde cualquier parte. Además cuenta con el plan de pago más barato actualmente en el mercado. Cabe destacar la existencia de una aplicación en Google Play, para móviles y la posibilidad de descargarse un acceso directo en tu pc.

### Icedrive
Icedrive es otro de los muchos sistemas de almacenamiento en la nube.
Ofrece hasta 10 Gb de almacenamiento gratuito al registrarse. Con una amplia gama de aplicaciones de almacenamiento, y aplicaciones para teléfonos móviles y pc.

### hubiC (Inactivo)
HubiC fue un sistema de almacenamiento en la nube. 
Su servicio de almacenaje en línea contaba con servidores de OVH, utilizaba tecnología Intel para poder mantener toda la infraestructura funcionando. Con un registro previo ofrecía hasta 25 Gb de almacenamiento en la nube totalmente gratuito. Su seguridad es máxima, ya que los archivos nunca se perderán porque son guardados automáticamente en tres centros de datos.

### Telegram
Telegram Web
Aunque sea una red social, también ofrece una nube ilimitada en el apartado de mensajes guardados, donde se puede subir todo el contenido que deseamos sin necesidad de realizar pagos o compras.

### Degoo
Degoo es un servicio en la nube que nos ofrece 20 GB gratis en la versión base creándonos una cuenta gratuita, además nos permite llegar a tener 500 GB gratuitos mediante referidos. Y si deseamos ampliar el espacio podemos comprar el servicio Pro con un máximo de 10 Tb.

## Precauciones[5][6]

La seguridad es uno de los aspectos más importantes al usar el almacenamiento en la nube.

- Elegir servicios de almacenamiento de proveedores reconocidos y confiables. Evitar usar servicios de empresas desconocidas.
- Aún almacenando en la nube se debe conservar una copia de seguridad en un medio local como una memoria USB o disco duro para evitar pérdidas de datos en caso de fallo en el servicio o la pérdida de acceso.
- Recordar que al usar la sincronización automática el borrado o modificación de un archivo desde un dispositivo puede eliminarlo o modificarlo en la nube y todos los demás dispositivos. Por lo que el manejo de archivos debe ser cuidadoso.
- Proteger las credenciales de acceso. Un atacante podría usarlas para acceder a los datos o redirigir a sitios engañosos.
- Dependiendo de la ubicación de los servidores del proveedor, es necesario cumplir con las regulaciones legales que rigen el territorio donde se encuentran.
- Los proveedores suelen ofrecer espacio limitado en sus planes gratuitos. Considerar contratar un plan de pago en caso de necesitar más espacio.
- La velocidad de acceso depende del proveedor de Internet, por lo que puede ser menor a la ofrecida por medios locales como los discos CD, DVD, BD, la memoria flash y los discos duros.